# Tabulación cruzada
La Tabulacion cruzada es el proceso de una tabla de contingencia desde la distribución de frecuencias multivariada  de las variables estadísticas. Muy utilizada en la investigación de encuestas, la tabulación cruzada (o tabla cruzada, de forma abreviada) se suelen producir por una serie de paquetes estadísticos, entre ellos algunos que se especializan en la tarea. Frecuentemente se suelen incorporar ponderaciones de encuesta. Las tablas sin ponderar se pueden producir fácilmente por algunas hojas de cálculo y otras herramientas de inteligencia empresarial, conocidas comúnmente como tablas pivote (también conocidas como tablas dinámicas).

## Definición y ejemplo
Definición:
Una pantalla de la matriz de las categorías de dos variables de escala nominal, que contiene recuentos de frecuencia del número de sujetos en cada categoría bivariada se llama tabla de tabulación cruzada o tabla de contingencia. En la tabla siguiente se muestran los géneros y el uso de las manos de una muestra poblacional de 12 individuos:
| Muestra # | Género | Uso de las manos |
| --------- | ------ | ---------------- |
| 1         | Mujer  | Diestra/o        |
| 2         | Varón  | Zurda/o          |
| 3         | Varón  | Diestra/o        |
| 4         | Mujer  | Diestra/o        |
| 5         | Mujer  | Diestra/o        |
| 6         | Varón  | Diestra/o        |
| 7         | Varón  | Zurda/o          |
| 8         | Varón  | Diestra/o        |
| 9         | Mujer  | Diestra/o        |
| 10        | Mujer  | Zurda/o          |
| 11        | Varón  | Diestra/o        |
| 12        | Mujer  | Diestra/o        |

La tabulación cruzada conduce hacia la siguiente tabla de contingencia:
|         | Diestra/o | Zurda/o | Total |
| ------- | --------- | ------- | ----- |
| Mujeres | 5         | 1       | 6     |
| Varones | 4         | 2       | 6     |
| Total   | 9         | 3       | 12    |